# لجنة مركزية شيوعية

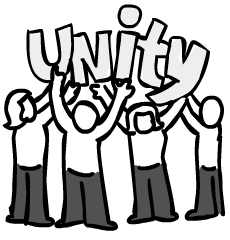

اللجنة المركزية أو اللجنة المركزية الشيوعية هي التعيين المشترك لهيئة إدارية دائمة للأحزاب الشيوعية ، وهو مشابه لمجلس الإدارة ، سواء حاكم أو غير حاكم في القرن العشرين والدول الشيوعية الباقية في القرن الحادي والعشرين . في مثل هذه المنظمات الحزبية، تتشكل اللجنة عادة من مندوبين منتخبين في مؤتمر للحزب . في تلك الولايات التي شكلت فيها سلطة الدولة، اتخذت اللجنة المركزية قرارات للحزب بين المؤتمرات، وكانت عادةً (على الأقل اسمياً) مسؤولة عن انتخاب المكتب السياسي . في الأحزاب الشيوعية غير الحاكمة، عادة ما يفهم أعضاء اللجنة أن اللجنة المركزية هي سلطة اتخاذ القرار النهائية بين الكونغرس بمجرد أن تؤدي عملية المركزية الديمقراطية إلى موقف متفق عليه.
تخضع المنظمات غير الشيوعية أيضًا للجان المركزية، مثل حزب الليكود اليميني في إسرائيل، وكنيسة مينونايت  ، ومدمني الخمر المجهولون ، فضلاً عن اللجنة المركزية للمستنكفين ضميريًا ( للحرب ). في الولايات المتحدة، يدير الحزبان الرئيسيان اللجنة الوطنية الديمقراطية واللجنة الوطنية للحزب الجمهوري ؛ تعمل هذه الهيئات كهيئات رائدة لتلك المنظمات على المستوى الوطني / الإداري، وكذلك اللجان المحلية ذات القدرات المماثلة داخل الحكومات الديمقراطية أو الجمهورية المحلية في المقاطعات والولايات الفردية.

## قائمة اللجان المركزية

### شيوعي
- اللجنة المركزية للحزب الشيوعي للاتحاد الروسي
- اللجنة المركزية للحزب الشيوعي الصيني
- اللجنة المركزية للحزب الشيوعي الكوبي
- اللجنة المركزية للحزب الشيوعي للاتحاد السوفيتي
- اللجنة المركزية للحزب الشيوعي الفيتنامي
- اللجنة المركزية لعصبة الشيوعيين في يوغوسلافيا
- اللجنة المركزية لحزب العمال الاشتراكي الهنغاري
- اللجنة المركزية للحزب الشيوعي الايطالي
- اللجنة المركزية لحزب العمل في ألبانيا
- اللجنة المركزية لحزب الشعب الديمقراطي بأفغانستان
- اللجنة المركزية لحزب العمال المتحد البولندية
- اللجنة المركزية للحزب الشيوعي الجنوب أفريقي
- اللجنة المركزية لحزب العمال الكوري
- اللجنة المركزية لحزب لاو الثوري الشعبي
- اللجنة المركزية للحزب الشيوعي الهندي (الماركسي)

### غير شيوعي
- اللجنة المركزية لحركة فتح ( الديمقراطية الاجتماعية والاشتراكية الديمقراطية )
- اللجنة المركزية لسوابو ( الديمقراطية الاجتماعية والاشتراكية الديمقراطية )
- اللجنة المركزية لليسار ( الاشتراكية الديمقراطية )
- اللجنة المركزية لحزب الشعب الباكستاني ( الديمقراطية الاجتماعية والاشتراكية الديمقراطية )
- اللجنة المركزية لليكود ( الليبرالية الوطنية والمحافظة الليبرالية ) [2]
- اللجنة المركزية لحزب البعث العربي الاشتراكي - منطقة سوريا ( البعثية الجديدة والقومية العربية )